# Пекори-Джиральди, Гульельмо
Гульельмо Пекори-Джиральди (итал. Guglielmo Pecori Giraldi; 18 мая 1856, Борго-Сан-Лоренцо — 15 февраля 1941, Флоренция) — итальянский потомственный дворянин, граф, маршал (1926 год).

## Биография
Родился 18 мая 1856 года в Борго-Сан-Лоренцо, выходец из старинной аристократической семьи Флоренции, ведущей свою генеалогию с XIII века. Сын графа Франческо Пекори-Джиральди и аристократки Марии Джента. Получив классическое образование, в ноябре 1873 года поступил в Военное пехотно-кавалерийское училище в Модене, а не следующий год — в Военную академию артиллерии и инженерных войск в Турине. В 1877 году окончил их, получив звание младшего лейтенанта артиллерии. Произведён в лейтенанта, а в 1884 году, проходя курс обучения в Военном училище сухопутных войск в Турине, получил звание капитана. В декабре 1887 года, уже после битвы при Догали, направлен в Эритрею, где в тот период начинались колониальные завоевания Италии. В 1889 году вернулся в Италию и служил в корпусе «Неаполь». В 1891 году повышен в звании до майора и назначен в 78-й пехотный полк, в 1895 выполнял разведывательные миссии в Эльзас-Лотарингии, Каринтии и Зальцбурге. Затем вновь направлен в колонию Эритрея и занимался учреждением итальянской администрации в городе Ади Угри, считавшемся центром одного из наиболее сложных регионов, пока в 1898 году там не была создана система гражданской власти. После этого ещё несколько месяцев находился в подчинении губернатора Эритреи Фердинандо Мартини, командуя экспедиционным корпусом.
В 1900 году стал полковником Генерального штаба, первым начальником штаба корпуса «Флоренция», а с октября 1903 года — командующим колониальными войсками в Эритрее. В 1907 году произведён в генерал-майора и принял командование над бригадой «Пиза», а позднее — бригадой «Кунео»; в июле 1911 года в звании генерал-лейтенанта принял дивизию «Мессина», а в октябре 1911 года — 1-ю дивизию в Ливии, где шла Итало-турецкая война за право обладания колонией. В январе 1912 года переведён в запас, с началом Первой мировой войны, незадолго до вступления в неё Италии, вновь призван на срочную службу 1 марта 1915 года. Командовал 27-й дивизией, а с 10 августа 1915 года — VII корпусом. 9 мая 1916 года принял 1-ю армию и командовал ею в битве при Асиаго. В феврале 1917 года возвращён на постоянную действительную службу, в начале ноября 1918 года командовал 1-й армией в наступлении на Тренто, а с момента объявленного в эти же дни перемирия до 31 июля 1919 года занимал должность губернатора Венеции-Тридентина.
24 февраля 1919 года назначен сенатором Италии, 10 марта 1919 года принёс присягу и вступил в должность. До 20 сентября 1919 года являлся заместителем председателя Совета сухопутных войск. 17 июня 1926 года получил звание маршала Италии.
После войны значительное внимание уделял организации благотворительной помощи нуждающимся семьям ветеранов 1-й армии, в первую очередь — сиротам погибших военнослужащих. Основал и возглавлял «Фонд 3 ноября 1918 года», который профинансировал и осуществил строительство часовни и воинского пантеона на горе Пазубио в провинции Виченца на месте боёв, где упокоены останки 5146 итальянских и 40 австрийских солдат. Умер 15 февраля 1941 года во Флоренции.
Похоронен в пантеоне Пазубио.

## Личная жизнь
В 1900 году Пекори-Джиральди женился на графине Камилле Себрегонди, впоследствии вторым браком женат на графине Лавинии Эстер Марии Морозини. Бездетен.

## Галерея

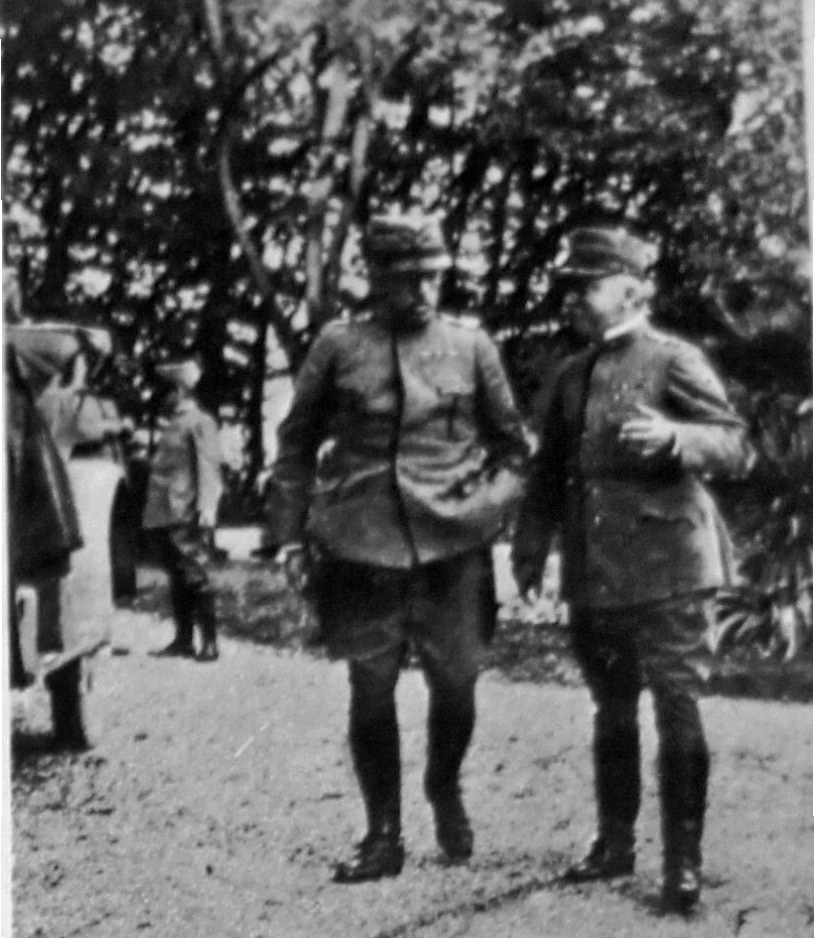
Пекори-Джиральди (справа) с генералом Луиджи Кадорной в период Первой мировой войны.
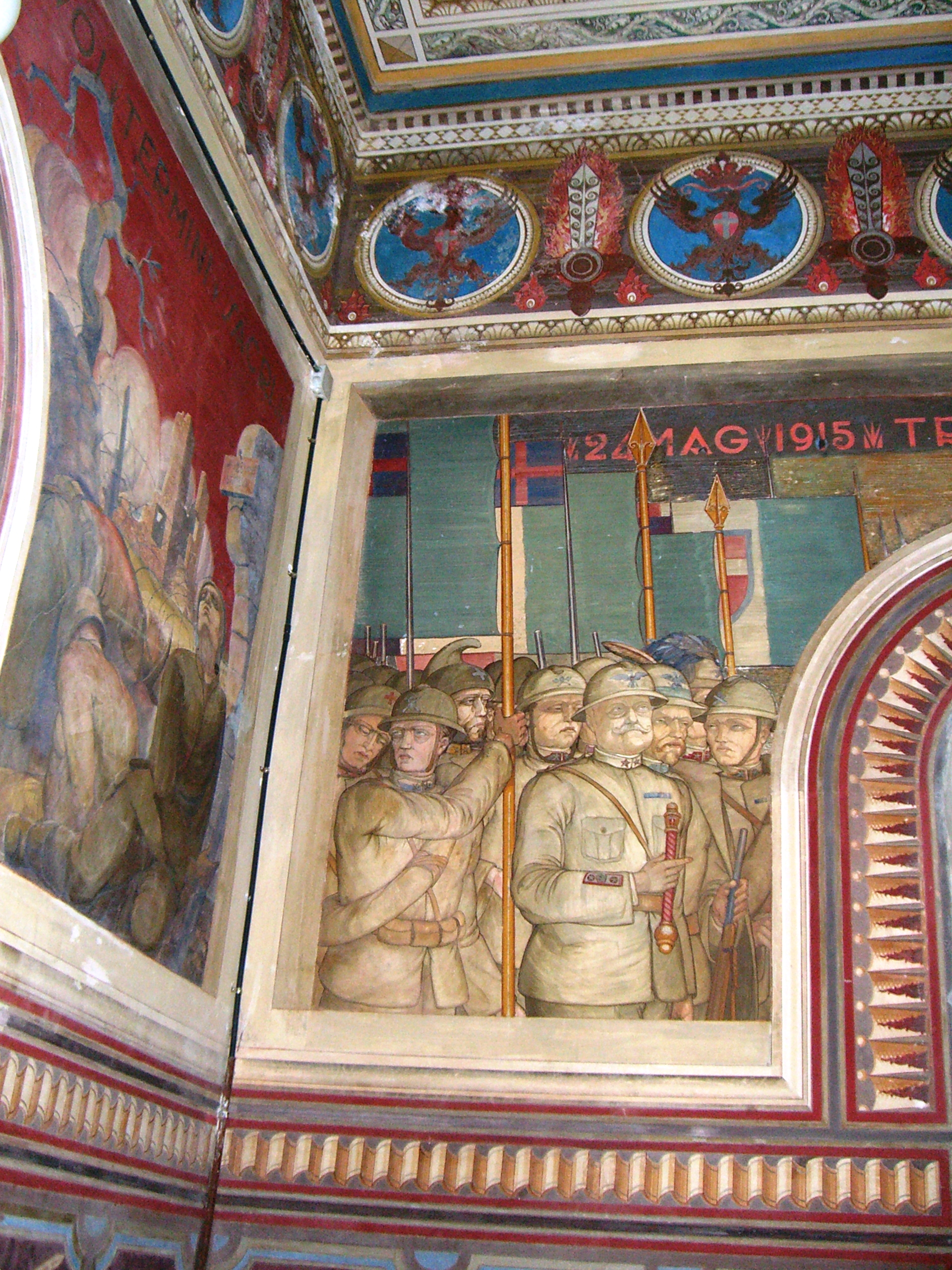
Фреска кисти Тито Кини[итал.] с изображением Пекори-Джиральди в часовне на горе Пазубио.
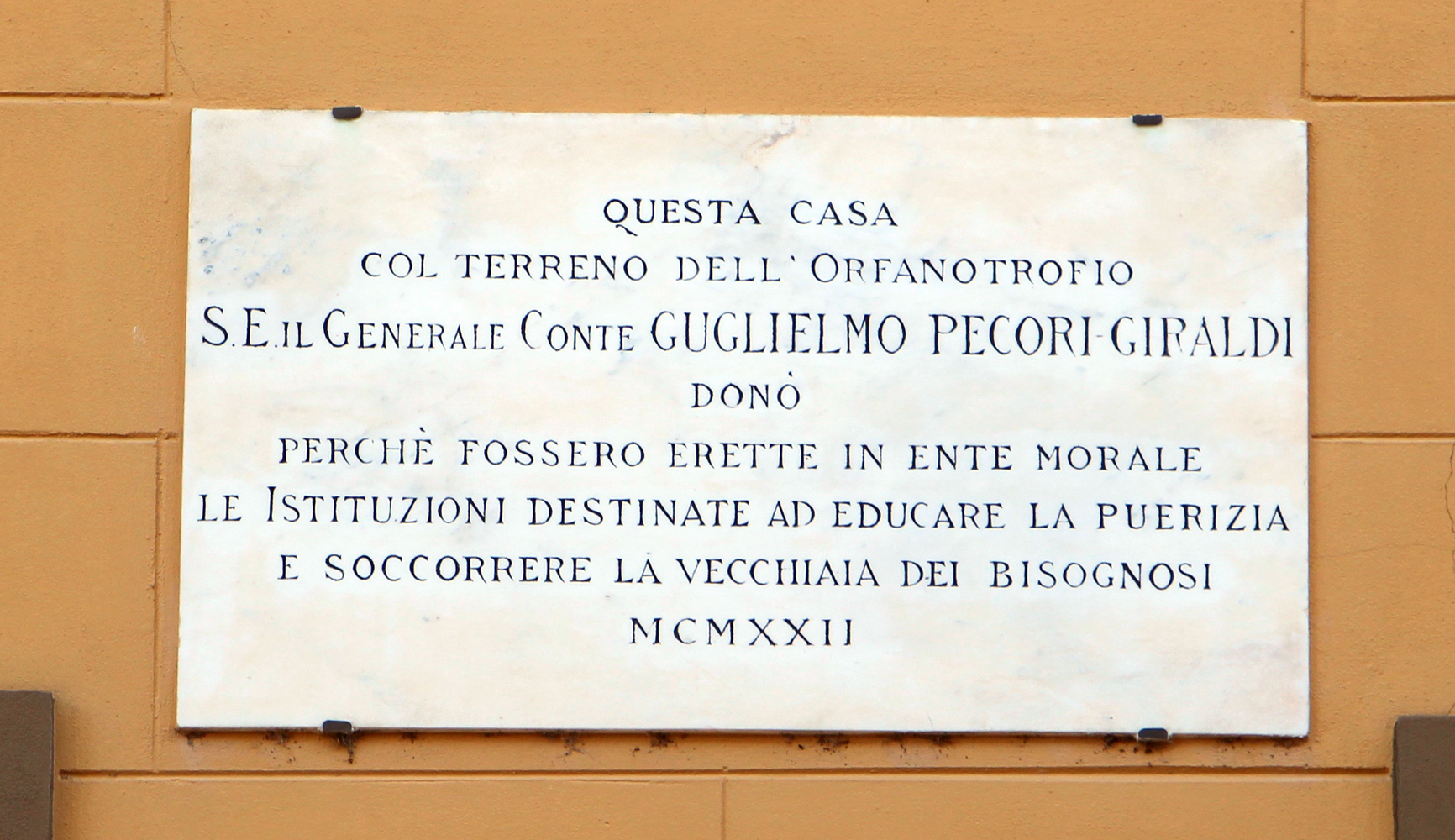
Мемориальная доска 1922 года на доме Пекори-Джиральди в Борго-Сан-Лоренцо, переданном приюту для сирот.
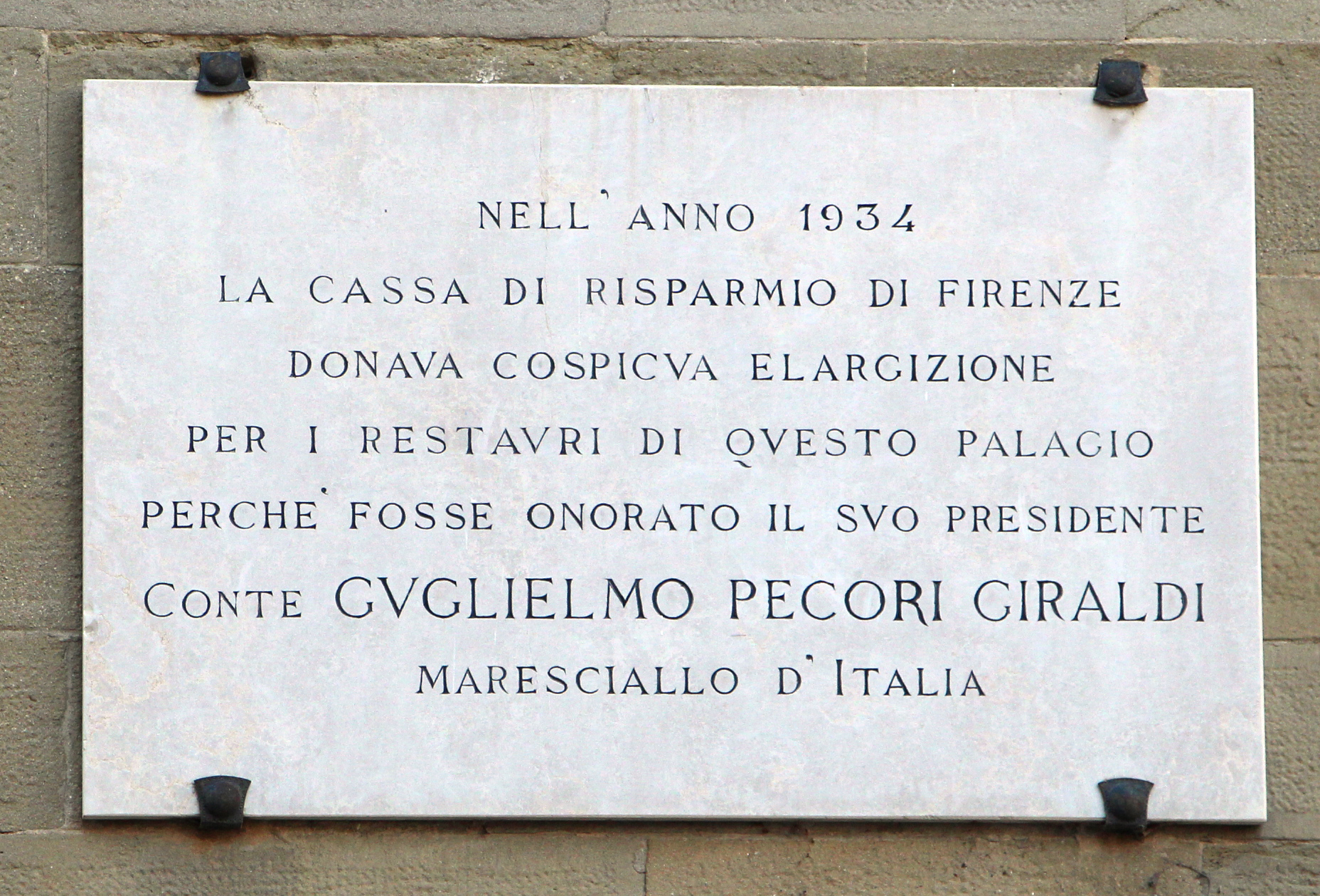
Мемориальная доска на дворце подеста в Борго-Сан-Лоренцо в память о финансовом пожертвовании Пекори-Джиральди в 1934 году на реконструкцию здания.